# Synapturanus mirandaribeiroi
Synapturanus mirandaribeiroi  es una especie de anfibio anuro de la familia Microhylidae. Se encuentra en Brasil, Colombia, Guayana Francesa, Guayana, Surinam y Venezuela, entre los 100 y 700 m s. n. m.